# Tantōjutsu

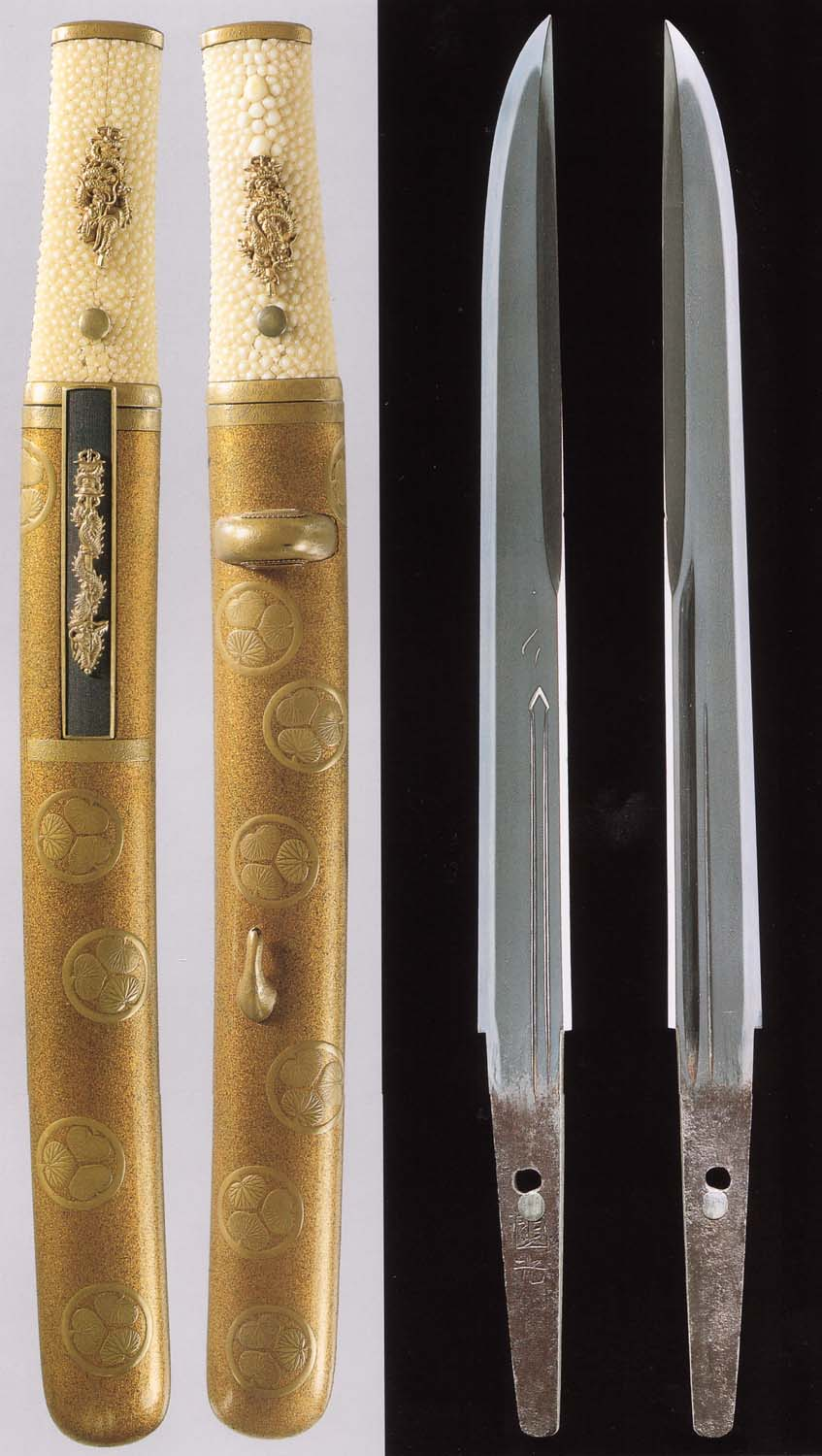
Tantō, con la vaina desenfundada.

Tantōjutsu (短刀術) es un término japonés para una variedad de sistemas de peleas con cuchillos o puñales con vainas (tantō).
Era parte del sistema tradicional del bujutsu, pero todavía se enseña en diferentes formas en algunos estilos modernos, especialmente en el jiu-jitsu. Es una disciplina bastante limitada, debido a la disminución de la capacidad del arma, pero también el tiempo pasado por este arte que fue absorbida por otras escuelas. El tantō junto con la kogai (estilo de espada y vaina cortas) a menudo se utilizó como apoyo en el combate cuerpo a cuerpo, ya que eran tan pequeñas como para ser fácilmente escondido en la funda, es recordado como un arma típica de las mujeres de los samuráis, que a menudo eran capaces de luchar contra sí mismos.
No hay escuelas tradicionales de artes marciales del Lejano Oriente que contengan de ninguna manera el sistema de gran capacidad de las acciones del tantō. Todas las técnicas son de las etapas de aislamiento, copiando el estilo de la técnica básica ajustada a la hoja corta. Muchos experimentaron con la creación de sistemas de combate utilizando cuchillos en las escuelas de goshin jutsu y jiu-jitsu del Periodo Edo, pero estos intentos han ido dejando huellas importantes, posiblemente debido a la dominación posterior del Kōdōkan.
El término moderno, se formó como la antítesis de las divisiones para contraarrestar los ataques con un cuchillo, la llamada del tantō-dori (短刀 捕り en japonés) existentes en los diferentes tipos de budō.
Por lo general, el tantōjutsu es citado como un ejemplo de estilo japonés de takenouchi-ryū, utiliza el término "kodachi" y su sección de cortes con técnicas de espada, incluido en la parte de arriba "torite/kogusoku" (捕手腰の廻 小具足組討 en japonés). Sin destacrse independientemente en el "jutsu".